# Aeroporto Internacional Kempegowda
O Aeroporto Internacional Kempegowda (em inglês: Kempegowda International Airport) (IATA: BLR, ICAO: VOBL) é um aeroporto internacional localizado na cidade de Bangalor, capital do estado de Carnataca na Índia, inaugurado em 2008 como uma alternativa ao outro aeroporto da cidade o Aeroporto HAL de Bangalore.